# Trichodorcadion gardneri
Trichodorcadion gardneri là một loài bọ cánh cứng trong họ Cerambycidae.